# Frazione Monte Longu
La frazione di Monte Longu è una frazione del comune di Posada, in provincia di Nuoro, collocata ai piedi dell'omonimo monte.

## La frazione
La frazione di Monte Longu si colloca ai piedi del Monte Longu, a 2,1 km da Posada e occupa una superficie di 21 ettari.
È situato ad un'altezza di 10 metri s.l.m. e dista 900 metri dalla costa; vi risiedono 192 abitanti.